# MTV Video Music Award Best Video Game Soundtrack
 (mars 2025).
Si vous disposez d'ouvrages ou d'articles de référence ou si vous connaissez des sites web de qualité traitant du thème abordé ici, merci de compléter l'article en donnant les références utiles à sa vérifiabilité et en les liant à la section « Notes et références ».
Cet award décore la meilleure bande son d'un jeu vidéo de l'année.
Voici la liste de gagnants dans cette catégorie aux MTV VMA's depuis 2004, année de création de cette catégorie, jusqu'en 2006, année de sa disparition.
| Année | Jeux                                            |
| ----- | ----------------------------------------------- |
| 2004  | Tony Hawk's Underground                         |
| 2005  | Dance Dance Revolution Extreme.                 |
| 2006  | Marc Ecko's Getting Up: Contents Under Pressure |